# اطلس تاریخی نقشه‌ها و تصویرهای جغرافیایی آذربایجان
با عنوان کامل اطلس تاریخی نقشه‌ها و تصویرهای جغرافیایی آذربایجان؛ مطالعهٔ توصیفی ـ تطبیقی سرزمین، شهرها و مرزهای استان‌های آذربایجان شرقی، غربی و اردبیل (سدهٔ نخست تا بیستم میلادی) کتابی است نوشتهٔ امیرهوشنگ انوری که با ورق گلاسه و قطع دانشنامه‌ای همراه با فهرست‌های متنوع و نمایه در ۴۰۰ صفحهٔ رنگی در سال ۱۳۹۴ توسط انتشارات «ندای تاریخ» در تهران چاپ و منتشر شده‌ است.
 
«این کتاب نخستین اطلس نقشه‌های تاریخی آذربایجان به زبان فارسی است. اثری که با معرفی و بررسی و استناد به ۱۹۰ نقشه و تصویر جغرافیایی در فرایندی دو هزار ساله (از سده نخست تا بیستم میلادی) محدودهٔ آذربایجان تاریخی را مشخص نموده است. آذربایجان تاریخی با سرزمین، شهرها و آبادی‌ها و مردمان استان‌های کنونی آذربایجان شرقی، غربی، و اردبیل ایران است که هویت واقعیت و معنا می‌یابد. هرچند در جریان پر رویداد و طولانی چند هزاره موجودیت تاریخی فراز و فرودهای قلمرویی نیز به خود دیده است. این اسناد مصور از میان آثار برجسته‌ترین نقشه نگاران تاریخ کارتوگرافی انتخاب شده‌اند؛ و بسیاری از آنها برای نخستین بار است که در یک متن چاپی معرفی می‌شود. نقشه‌ها با رویکرد توصیفی- تطبیقی مطالعه شده‌اند به این معنا که همراه هر نقشه ابتدا شرحی از زندگانی نقشه نگار، شیوه و الگوی ترسیمی وی ارائه شده، سپس مفاهیم و اسامی محدوده آذربایجان، شامل نام شهرها، آبادیها، عوارض طبیعی، راههای قدیمی و ... که روی نقشه و در متن آن ثبت شده‌اند، استخراج و با موقعیت‌های کنونی تطبیق داده شده است.»

به گزارش «ایبنا» در ۱۵ آذرماه سال ۱۳۹۴ و به فاصلهٔ کوتاهی از انتشار کتاب مراسم رونمایی آن در سازمان اسناد و کتابخانه ملی ایران برگزار شد. در این مراسم که همزمان با «همایش جنگ جهانی دوم و پیامدهای آن در آذربایجان» صورت گرفت جمعی از آذربایجان پژوهان حضور داشتند. کاوهٔ بیات دربارهٔ این اثر گفت: «کتاب اطلس تاریخی نقشه‌های جغرافیایی آذربایجان به کوشش امیرهوشنگ انوری . . . اثر فوق‌العاده ارزشمندی است. کتابی که ضرورت داشت ده‌ها سال پیش تألیف و تدوین می‌شد. انتشار این کتاب مدت‌ها پیش در دفاتری که ظاهراً در این حوزه مسئولیت دارند، مطرح شده بود، اما متأسفانه هیچ‌کدام به تألیف و انتشار آن همت نکردند تا این‌که مؤسسه ندای تاریخ این کتاب سنگین و وزین را منتشر کرد.»

نشست نقد و بررسی کتاب «اطلس تاریخی نقشه‌ها و تصویرهای جغرافیایی آذربایجان» نیز با حضور امیرهوشنگ انوری، بهرام امیراحمدیان، محمدرضا سحاب و مرتضی هاشمی‌پور چهارشنبه ۲۳ دی ماه ۹۴ در «سرای اهل قلم مؤسسه خانه کتاب»خانه کتاب ایران برگزار شد.